# ニック・ヴァン・エクセル
ニッキー・マクスウェル・ヴァン・エクセル（Nickey Maxwell Van Exel, 1971年11月27日- ）は、アメリカ合衆国・ウィスコンシン州ケノーシャ郡ケノーシャ出身の元プロバスケットボール選手。左利きのポイントガードとしてNBAで活躍した。

## 大学時代
シンシナティ大学時代には3年次にNCAA男子バスケットボールトーナメントでベスト4、4年次にベスト8に進出させた。AP通信が選ぶオールアメリカのサードチームに選ばれ、ウッデン賞の候補にも名前が残った。2シーズンしかプレイしなかったが大学の歴代3ポイントシュート成功(147)、3ポイントシュート試投(411)、3ポイントシュート成功率(35.8%)の記録を残した。

## NBA

### 選手時代
NBAのロサンゼルス・レイカーズ、デンバー・ナゲッツ、ダラス・マーベリックス、ゴールデンステート・ウォリアーズ、ポートランド・トレイルブレイザーズ、サンアントニオ・スパーズで通算13年間プレイした。
1993年のNBAドラフトで2巡目全体37位でロサンゼルス・レイカーズに指名されて入団した。彼が入団したシーズンはレイカーズは再建状態にあり18シーズンぶりにプレーオフ進出を逃したが、翌年のドラフトでレイカーズから1巡目で指名されたエディー・ジョーンズと共にチームの中心選手となって再びチームをプレーオフの常連とした。1994-1995年の彼らの活躍によってレイカーズのヘッドコーチのデル・ハリスはNBA最優秀コーチ賞に輝いた。このシーズン、183本のスリーポイントを成功させレイカーズの1シーズンにおけるスリーポイント最多成功数を刻んだ(2024年にディアンジェロ・ラッセルに破られるまで、約30年間、最多記録を保持していた)。。
レイカーズ時代1試合あたり、14.9得点、7.3アシストをマークし、アシスト部門ではNBAのベスト10に2度入っている。1996年にはドラフトでデレック・フィッシャー、コービー・ブライアント、FAでシャキール・オニールがチームメートに加わり第3シードとなったレイカーズは第2シードのシアトル・スーパーソニックスを破ってカンファレンス・ファイナルまで進出した。 
1998年6月24日、5シーズン先発ポイントガードとして活躍したレイカーズからトニー・バティー、その年ドラフトで指名されたティロン・ルーとの交換でデンバー・ナゲッツに移籍した。
移籍した当時、ナゲッツはドアマットチームだったがここでバン・エクセルはキャリアハイを記録、4シーズンほどの在籍期間で1試合あたり17.9得点、8.3アシストを記録した。
2002年2月21日、レイフ・ラフレンツ、エイブリー・ジョンソン、タリク・アブドゥル＝ワヒドと共にダラス・マーベリックスのジュワン・ハワード、ドネル・ハーヴェイ、ティム・ハーダウェイ、2002年のNBAドラフト1巡目指名権とトレードされ移籍した。 
マーベリックスに移ってからの彼の役割は以前より小さくなったが、シックスマンとして3ポイントシュートなどで得点源となり2002-03年シーズン1試合あたり15.5得点、プレーオフに入ると20得点近くをマークしている。
2003年8月18日、エバン・エシュマイヤー、 エイブリー・ジョンソン、ポパイ・ジョーンズ、アントワン・リゴドーと共にゴールデンステート・ウォリアーズのアントワン・ジェイミソン、クリス・ミルズ、ダニー・フォートソン、イジー・ウェルシュとのトレードで移籍した。移籍後のシーズンはキャリア最低の39試合出場、1試合あたり12.6得点、5.3アシストに留まった。 
2004年の7月20日、ポートランド・トレイルブレイザーズのデイル・デイヴィス、ダン・ディッカウとのトレードで移籍した。ブレイザーズではわずか53試合に出場し平均11得点であった。
2005年8月3日、ブレイザーズから解雇され8月29日にサン・アントニオ・スパーズと契約した。怪我のため彼は65試合にのみ出場、1試合あたり15分出場、5.5得点と自己ワーストの記録となりこれがNBAで最後のシーズンとなった。ダラス・マーベリックスとの7戦に及ぶプレーオフシリーズが終了した2日後の2006年5月24日現役引退が報道された。

### コーチ時代
2010年よりアトランタ・ホークスで選手育成担当のコーチを2012年まで務め、2013-2014シーズンはミルウォーキー・バックスのアシスタントコーチを務めた。2014年よりダラス・マーベリックス傘下のテキサス・レジェンズのアシスタントコーチとして入閣。翌2015年からは、それまでヘッドコーチを務めていたエドアルド・ナヘラが、マーベリックスのスカウトに転出したのに伴いヘッドコーチに昇格。2016年からはメンフィス・グリズリーズのアシスタントコーチを務める。

## NBA個人成績

### レギュラーシーズン
| シーズン     | チーム       | GP  | GS  | MPG  | FG%  | 3P%  | FT%   | RPG | APG | SPG | BPG | PPG  |
| ------------ | ------------ | --- | --- | ---- | ---- | ---- | ----- | --- | --- | --- | --- | ---- |
| 1993–94      | LAL          | 81  | 80  | 33.3 | .394 | .338 | .781  | 2.9 | 5.8 | 1.0 | .1  | 13.6 |
| 1994–95      | LAL          | 80  | 80  | 36.8 | .420 | .358 | .783  | 2.8 | 8.3 | 1.2 | .1  | 16.9 |
| 1995–96      | LAL          | 74  | 74  | 34.0 | .417 | .357 | .799  | 2.4 | 6.9 | .9  | .1  | 14.9 |
| 1996–97      | LAL          | 79  | 79  | 37.2 | .402 | .378 | .825  | 2.9 | 8.5 | .9  | .1  | 15.3 |
| 1997–98      | LAL          | 64  | 46  | 32.1 | .419 | .389 | .791  | 3.0 | 6.9 | 1.0 | .1  | 13.8 |
| 1998–99      | DEN          | 50* | 50* | 36.0 | .398 | .308 | .811  | 2.3 | 7.4 | .8  | .1  | 16.5 |
| 1999–00      | DEN          | 79  | 79  | 37.3 | .390 | .332 | .817  | 3.9 | 9.0 | .9  | .1  | 16.1 |
| 2000–01      | DEN          | 71  | 70  | 28.7 | .414 | .377 | .819  | 3.4 | 8.5 | .9  | .3  | 17.7 |
| 2001–02      | DEN          | 45  | 44  | 38.6 | .408 | .337 | .782  | 3.8 | 8.1 | .7  | .2  | 21.4 |
| 2001–02      | DAL          | 27  | 2   | 28.0 | .411 | .347 | .844  | 3.1 | 4.2 | .5  | .1  | 13.2 |
| 2002–03      | DAL          | 73  | 1   | 27.8 | .412 | .378 | .764  | 2.8 | 4.3 | .6  | .1  | 12.5 |
| 2003–04      | GSW          | 39  | 29  | 32.2 | .390 | .307 | .707  | 2.7 | 5.3 | .5  | .1  | 12.6 |
| 2004–05      | POR          | 53  | 34  | 30.5 | .381 | .389 | .784  | 3.0 | 4.3 | .8  | .0  | 11.1 |
| 2005–06      | SAS          | 65  | 2   | 15.2 | .397 | .357 | .683  | 1.4 | 1.9 | .2  | .0  | 5.5  |
| 通算         | 通算         | 880 | 670 | 32.9 | .405 | .357 | .794  | 2.9 | 6.6 | .8  | .1  | 14.4 |
| オールスター | オールスター | 1   | 0   | 20.0 | .357 | .167 | 1.000 | 3.0 | 2.0 | .0  | .0  | 13.0 |

- 1998-99シーズンは50試合で打ち切り

### プレーオフ
| シーズン | チーム | GP | GS | MPG  | FG%  | 3P%  | FT%   | RPG | APG | SPG | BPG | PPG  |
| -------- | ------ | -- | -- | ---- | ---- | ---- | ----- | --- | --- | --- | --- | ---- |
| 1995     | LAL    | 10 | 10 | 46.4 | .414 | .318 | .763  | 3.8 | 7.3 | 2.1 | .3  | 20.0 |
| 1996     | LAL    | 4  | 4  | 34.3 | .296 | .313 | .769  | 4.0 | 6.8 | .5  | .0  | 11.8 |
| 1997     | LAL    | 9  | 9  | 39.2 | .378 | .273 | .824  | 3.4 | 6.4 | 1.1 | .0  | 14.4 |
| 1998     | LAL    | 13 | 0  | 28.2 | .331 | .314 | .725  | 2.5 | 4.2 | .6  | .1  | 11.6 |
| 2002     | DAL    | 8  | 1  | 33.0 | .366 | .206 | .667  | 3.0 | 3.9 | 1.0 | .0  | 11.1 |
| 2003     | DAL    | 20 | 3  | 33.6 | .460 | .393 | .703  | 3.4 | 4.1 | .6  | .0  | 19.5 |
| 2006     | SAS    | 12 | 0  | 11.1 | .219 | .300 | 1.000 | 1.0 | 1.4 | .3  | .2  | 2.2  |
| 通算     | 通算   | 76 | 27 | 31.4 | .394 | .324 | .753  | 2.9 | 4.5 | .8  | .1  | 13.6 |

## ハイライト
- バン・エクセルはボストン・ガーデンで得点した最後のレイカーズの選手となった。その試合で彼はブザービーターとなる3ポイントシュートを成功させチームを勝利に導いた。
- 13シーズン中8回アシスト数でベスト15に入っている。
- オール・ルーキー・セカンドチーム(1993-94年)
- 1995年のプレーオフ、ウェスタンカンファレンスセミファイナル、スパーズとの第5戦で2本の貴重な3ポイントシュートを成功させた。1本目はオーバータイムに突入させ、2本目はゲームの勝利を決定づけた[2]。
- 1998年のNBAオールスターゲームにチームメート3人と共に出場している。
- 2006年のプレーオフ、対スパーズ戦でベンチスタートながら1試合あたり18.9得点を記録している。
- レイカーズ歴代4位[3]の3ポイントシュート成功 750

## 人物
- レイカーズ時代のニックネームは「Nick the Quick」。
- フリースローの際にわざとフリースローラインから1フィート（約30cm）ほど離れている。通算のフリースロー成功率は79.6%だった。
- 1996年にレフェリーを記録員のテーブルへと突き飛ばし退場となったことがあった。この振る舞いは当時レイカーズに現役復帰していたマジック・ジョンソンにより批判された。しかしその数試合後、ジョンソンもレフェリーを小突いて退場している。
- ティーンエイジャーの時に交通事故のため右眉に傷痕がある。
- シンシナティ大学では31番、レイカーズでは9番、ウォリアーズでは37番、ブレイザーズでは19番、ナゲッツ、マーベリックス、スパーズでは31番をつけている。ウォリアーズ時代とブレイザーズ時代、鎖骨を骨折している。
- レイカーズ時代のHCだったデル・ハリスとは折り合いが悪く、ハリスとしばしば口論を繰り広げる場面が映し出された。因みにハリスとはマーベリックスでも共にしているが、この時はヴァン・エクセル自身も選手として成長していたのか、ハリスと対立することもなく、シックスマンの役割をこなしている。
- レイカーズ時代、同じロサンゼルスに本拠地を置くロサンゼルス・クリッパーズ戦で、クリッパーズの選手やファンを小馬鹿にするジェスチャーをした為に、リーグから出場停止処分を受けたこともある。
- 1998年のNBAドラフト開催日、ヴァン・エクセルはデンバー・ナゲッツが1巡目で指名したティロン・ルーとのトレードでナゲッツに放出されたが、これにも深い理由がある。同年のカンファレンスファイナルでユタ・ジャズと対戦したレイカーズだったが、4戦全敗で1991年以来のNBAファイナル進出はならず、その時ヴァン・エクセルは、観客の "ディーフェーンス!!" の声援に合わせ、レイカーズの選手や関係者がシーズンオフにバカンスに出掛けるメキシコのカンクンに因んで "カ～ンク～ン!!!" のコールを連呼していたと言われている。勿論ながらチームメイトから不満の声が挙がり、敗退後にシャキール・オニールがフロント陣に「ヤツ (ヴァン・エクセル) を放出しろ!!!」と激しく要求したとされており、それがドラフト開催日のトレードに繋がったとされている。
- 2005年夏、ヴァン・エクセルはサンアントニオ・スパーズと契約した際、ダラス・マーベリックス時代のチームメイトで、同年夏にアムネスティ条項を行使されてマーベリックスから放出されていたマイケル・フィンリーも呼び寄せ、悲願のNBAチャンピオンを目指したが、2005-2006シーズンのプレーオフは、セミファイナルで、そのマーベリックスに敗退し、ヴァン・エクセルは数日後に引退を表明。皮肉な事にフィンリーは翌年にスパーズでNBAチャンピオンを経験した。